# Röd gaffelmossa
Röd gaffelmossa (Riccia huebeneriana) är en levermossart som beskrevs av Johann Bernhard Wilhelm Lindenberg. Röd gaffelmossa ingår i släktet rosettmossor, och familjen Ricciaceae. Enligt den finländska rödlistan är arten starkt hotad i Finland. Enligt den svenska rödlistan är arten starkt hotad i Sverige. Arten förekommer i Götaland, Gotland, Öland och Svealand. Artens livsmiljö är öppna översvämningsstränder med finsediment vid sötvatten.